# Guantian (sockenhuvudort i Kina, Jiangxi Sheng, lat 27,06, long 114,67)
Guantian är en sockenhuvudort i Kina. Den ligger i provinsen Jiangxi, i den sydöstra delen av landet, omkring 220 kilometer sydväst om provinshuvudstaden Nanchang. Antalet invånare är 13 112. Befolkningen består av 6 247 kvinnor och 6 865 män. Barn under 15 år utgör 18,0 %, vuxna 15-64 år 72 %, och äldre över 65 år 9,0 %.
Runt Guantian är det ganska tätbefolkat, med 124 invånare per kvadratkilometer. Närmaste större samhälle är Zhouhu, 17,9 km nordväst om Guantian. I omgivningarna runt Guantian växer huvudsakligen savannskog.
Genomsnittlig årsnederbörd är 2 038 millimeter. Den regnigaste månaden är maj, med i genomsnitt 329 mm nederbörd, och den torraste är oktober, med 26 mm nederbörd.